# Las Vegas (Honduras)
Las Vegas is een gemeente (gemeentecode 1627) in het departement Santa Bárbara in Honduras.
Het dorp ligt op een kleine vlakte die omringd is door bergen. Per auto is het ongeveer anderhalf uur vanaf de stad San Pedro Sula. Het dorp ligt dicht bij het Meer van Yojoa.
In het dorp El Mochito, op enkele kilometers afstand van de hoofdplaats, bevindt zich een mijn.

## Bevolking
De bevolking is als volgt verdeeld:
| Vrouwen | 12.102 | 49% |
| Mannen  | 12.577 | 51% |

## Dorpen
De gemeente bestaat uit zeven dorpen (aldea), waarvan de grootste qua inwoneraantal: Las Vegas (code 162701) en El Mochito (of: Mocho Arriba) (162703).